# 红楼梦评论
《紅樓夢評論》由國學大師王國維所著，是中國文學研究史上第一部真正意義上的中西文學比較研究論文。當中他以叔本華的哲學思想為理論基礎，從故事內容、人物描摹著手，系統探究小說題旨和美學、倫理學價值，是紅學史上的里程碑。